# 三養基郡

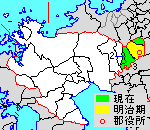
佐賀県三養基郡の位置（1.基山町 2.上峰町 3.みやき町）

三養基郡（みやきぐん）は、佐賀県の郡。
人口52,473人、面積86.87km²、人口密度604人/km²。（2025年2月1日、推計人口）
以下の3町を含む。
- 基山町（きやまちょう）
- 上峰町（かみみねちょう）
- みやき町（みやきちょう）

## 郡域
- 1896年に行政区画として発足した当時の郡域は、上記3町のほか、現在の鳥栖市の全域にあたる。

## 歴史

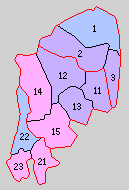
1.基山村 2.田代村 3.基里村 11.轟木村 12.麓村 13.旭村 14.中原村 15.北茂安村 21.南茂安村 22.上峰村 23.三川村（紫：鳥栖市 桃：三養基郡みやき町 青：合併なし）

- 明治29年（1896年）4月1日 - 基肄郡・養父郡・三根郡の区域をもって発足。以下の各村が所属。（11村）
  - 旧・基肄郡（3村） - 基山村（現・基山町）、田代村、基里村（現・鳥栖市）
  - 旧・養父郡（5村） - 轟木村、麓村、旭村（現・鳥栖市）、中原村、北茂安村（現・みやき町）
  - 旧・三根郡（3村） - 南茂安村（現・みやき町）、上峰村（現・上峰町）、三川村（現・みやき町）
- 明治30年（1897年）6月1日 - 郡制を施行。郡役所が轟木村に設置。
- 明治40年（1907年）3月19日 - 轟木村が町制施行・改称して鳥栖町となる。（1町10村）
- 大正12年（1923年）4月1日 - 郡会が廃止。郡役所は存続。
- 大正15年（1926年）7月1日 - 郡役所が廃止。以降は地域区分名称となる。
- 昭和11年（1936年）2月11日 - 田代村が町制施行して田代町となる。（2町9村）
- 昭和14年（1939年）1月1日 - 基山村が町制施行して基山町となる。（3町8村）
- 昭和29年（1954年）4月1日 - 鳥栖町・田代町・基里村・麓村・旭村が合併して鳥栖市が発足し、郡より離脱。（1町5村）
- 昭和30年（1955年）4月1日 - 南茂安村・三川村が合併して三根村が発足。（1町4村）
- 昭和37年（1962年）5月1日 - 三根村が町制施行して三根町となる。（2町3村）
- 昭和40年（1965年）4月1日 - 北茂安村が町制施行して北茂安町となる。（3町2村）
- 昭和46年（1971年）4月1日 - 中原村が町制施行して中原町となる。（4町1村）
- 平成元年（1989年）11月1日 - 上峰村が町制施行して上峰町となる。（5町）
- 平成17年（2005年）3月1日 - 中原町・北茂安町・三根町が合併してみやき町が発足。（3町）

### 変遷表
| 明治22年以前 | 旧郡   | 明治29年3月26日 | 明治29年 - 昭和19年             | 昭和20年 - 昭和34年   | 昭和35年 - 昭和64年 | 平成1年 - 現在          | 現在     |
| ------------ | ------ | --------------- | ------------------------------- | --------------------- | ------------------- | ----------------------- | -------- |
|              | 基肄郡 | 基山村          | 昭和14年1月1日 町制             | 基山町                | 基山町              | 基山町                  | 基山町   |
|              | 基肄郡 | 田代村          | 昭和11年2月11日 町制            | 昭和29年4月1日 鳥栖市 | 鳥栖市              | 鳥栖市                  | 鳥栖市   |
|              | 基肄郡 | 基里村          | 基里村                          | 昭和29年4月1日 鳥栖市 | 鳥栖市              | 鳥栖市                  | 鳥栖市   |
|              | 養父郡 | 轟木村          | 明治40年3月19日 町制改称 鳥栖町 | 昭和29年4月1日 鳥栖市 | 鳥栖市              | 鳥栖市                  | 鳥栖市   |
|              | 養父郡 | 麓村            | 麓村                            | 昭和29年4月1日 鳥栖市 | 鳥栖市              | 鳥栖市                  | 鳥栖市   |
|              | 養父郡 | 旭村            | 旭村                            | 昭和29年4月1日 鳥栖市 | 鳥栖市              | 鳥栖市                  | 鳥栖市   |
|              | 養父郡 | 中原村          | 中原村                          | 中原村                | 昭和46年4月1日 町制 | 平成17年3月1日 みやき町 | みやき町 |
|              | 養父郡 | 北茂安村        | 北茂安村                        | 北茂安村              | 昭和40年4月1日 町制 | 平成17年3月1日 みやき町 | みやき町 |
|              | 三根郡 | 南茂安村        | 南茂安村                        | 昭和30年4月1日 三根村 | 昭和37年5月1日 町制 | 平成17年3月1日 みやき町 | みやき町 |
|              | 三根郡 | 三川村          | 三川村                          | 昭和30年4月1日 三根村 | 昭和37年5月1日 町制 | 平成17年3月1日 みやき町 | みやき町 |
|              | 三根郡 | 上峰村          | 上峰村                          | 上峰村                | 上峰村              | 平成1年11月1日 町制     | 上峰町   |

## 行政
歴代郡長
| 代 | 氏名 | 就任年月日               | 退任年月日                | 備考                   |
| -- | ---- | ------------------------ | ------------------------- | ---------------------- |
| 1  |      | 明治29年（1896年）4月1日 |                           |                        |
|    |      |                          | 大正15年（1926年）6月30日 | 郡役所廃止により、廃官 |